# Розшарований добуток
Розшарований добуток (також декартів квадрат) — теоретико-категорне поняття, яке можна задати як границю діаграми, що складається з двох морфізмів: {\displaystyle X\to Z\leftarrow Y.} Розшарований добуток позначається {\displaystyle X\times _{Z}Y.}
Двоїстим поняттям є розшарований кодобуток.

## Універсальна властивість
Нехай в категорії {\displaystyle C} дана пара морфізмів {\displaystyle f:X\to Z} і {\displaystyle g:Y\to Z.}
Розшарованим добутком {\displaystyle X} і {\displaystyle Y} над {\displaystyle Z} називається об'єкт {\displaystyle P=X\times _{Z}Y} разом з морфізмами {\displaystyle p_{1},p_{2},} для яких діаграма нижче є комутативною:
Окрім того, розшарований добуток має бути універсальним об'єктом з такою властивістю: для будь-якого об'єкта {\displaystyle Q,} з парою морфізмів {\displaystyle q_{1}:Q\to X,\,q_{2}:Q\to Y,} які разом із {\displaystyle (f,g)} утворюють комутативний квадрат, існує єдиний морфізм {\displaystyle u\colon Q\to P,} такий що наведена нижче діаграма є комутативною:
Внутрішній квадрат цієї діаграми, утворений морфізмами {\displaystyle f,g,p_{1},p_{2}} називається також декартовим (або коуніверсальним) квадратом для пари морфізмів {\displaystyle f} і {\displaystyle g.}
Як і інші об'єкти, задані за допомогою універсальних властивостей, розшарований добуток не обов'язково існує, але якщо існує, то є визначеним з точністю до ізоморфізму.

## Приклади
- В категорії множин розшарованим добутком множин {\displaystyle X} і {\displaystyle Y} з відображеннями {\displaystyle f:X\to Z} і {\displaystyle g:Y\to Z} називається множина

{\displaystyle X\times _{Z}Y=\{(x,y)\in X\times Y|f(x)=g(y)\}}
разом з природними проєкціями на компоненти.
Також Розшарований добуток у {\displaystyle \mathbf {Set} } можна описувати двома асиметричними способами:
{\displaystyle X\times _{Z}Y}
{\displaystyle \cong \coprod _{x\in X}g^{-1}[\{f(x)\}]}
{\displaystyle \cong \coprod _{y\in Y}f^{-1}[\{g(y)\}],}
- Аналогічним чином визначається розшарований добуток в категорії комутативних кілець з тою лише специфікою, що всі відображення у цьому випадку є гомоморфізмами кілець.

- Прообраз підмножини теж можна інтерпретувати як розшарований добуток. Нехай є деяке відображення f : A → B і підмножина B0 ⊆ B. Нехай g позначає відображення включення B0 ↪ B. Тоді розшароване відображення f і g (у категорії Set) можна інтерпретувати, як прообраз f−1[B0] разом із його включенням у A

f−1[B0] ↪ A
і обмеженням відображення f на f−1[B0]
f−1[B0] → B0.
- Якщо A і B є підмножинами множини C, то розшарованим добутком відображень включення є перетин множин із відповідними відображеннями включення у A і B.

## Властивості
- У категорії із термінальним об'єктом T, розшарований добуток X ×T Y є звичайним добутком X × Y.[1]
- Якщо f  у наведених в означенні діаграмах є мономорфізмом то p2 теж є мономорфізмом. Також якщо g є мономорфізмом, то мономорфізмом є також і p1.
- Попереднє твердження є також справедливим і для ізоморфізмів, зокрема X ×X Y ≅ Y для будь-якого морфізму Y → X (де X → X є одиничним морфізмом).
- У абелевих категоріях розшарований добуток завжди існує і має властивість збереження ядра, а саме: якщо

є відповідною комутативною діаграмою і ker(p2) → ker(f) є ізоморфізмом, то ізоморфізмом є ker(p1) → ker(g). Звідси можна отримати комутативну діаграму, де всі рядки і стовпці є точними:
- Існує натуральний ізоморфізм (A×CB)×B D ≅ A×CD. У явному вигляді: 
  - якщо задано морфізми f : A → C, g : B → C і h : D → B і
  - розшарований добуток f і g є заданий морфізмами r : P → A і s : P → B, і
  - розшарований добуток s і h є заданий морфізмами  t : Q → P і u : Q → D ,
  - тоді розшарований добуток f і gh є заданий морфізмами rt : Q → A і  u : Q → D.

Графічно це можна подати так: з двох комутативних діаграм розшарованих добутків, що розташовані поруч і мають спільний морфізм, утворюється комутативна діаграма розшарованого добутку, якщо ігнорувати спільний морфізм. Приклад цього на комутативній діаграмі: